# Barchovice
Barchovice là một làng thuộc huyện Kolín, vùng Středočeský, Cộng hòa Séc.